# Jarosław Kamiński (pisarz)
Jarosław Kamiński (ur. 10 stycznia 1968 w Siedlcach) – polski pisarz, dramaturg i scenarzysta.
Sztuki Jarosława Kamińskiego (m.in. Szczęśliwego Nowego '67, Proces Johnnego D., Selekcja) były publikowane, nagradzane i wystawiane w wielu teatrach w Polsce. W 2012 wydał powieść Rozwiązła, która znalazła się na liście bestsellerów Empiku.

## Publikacje (wybór)
- 2012: Rozwiązła; powieść[1]
- 2015: Wiwarium; powieść[1]